# 佩德拉尔瓦德拉普拉德里亚
佩德拉尔瓦德拉普拉德里亚，是西班牙卡斯蒂利亚-莱昂萨莫拉省的一个市镇。 总面积105平方公里，总人口280人（2001年），人口密度3人/平方公里。